# Scandale
Scandale är en ort och kommun i provinsen Crotone i regionen Kalabrien i Italien. Kommunen hade 3 100 invånare (2017).